# Pro/ENGINEER
Pro/ENGINEER este softwareul parametric 3D CAD/CAM/CAE creat de Parametric Technology Corporation Arhivat în 28 iunie 2015, la Wayback Machine. (PTC). Acesta a fost primul software parametric de modelare 3D de pe piata. Aplicația rulează pe platforme Microsoft Windows, Linux si UNIX și oferă posibilitati de modelare de solide, de redactare, de asamblare de modele, de simulare dinamica, de analiză element finit, de NC pentru ingineri mecanici. In Romania este distribuit de compania INAS SA